# Vassili Nesterenko
Pour les articles homonymes, voir Nesterenko.
Vassili Nesterenko (2 décembre 1934 - 25 août 2008) est un physicien biélorusse, qui fut directeur de l'Institut de l'énergie nucléaire de l'Académie des sciences de Biélorussie (ru) de 1977 à 1987. Il est connu pour avoir été parmi les premiers à avoir alerté l'opinion publique internationale sur les conséquences sanitaires de la catastrophe de Tchernobyl, sujet qui a occupé toute la fin de sa vie, de 1986 à 2008.
Il s'est illustré par ses prises de position sur l'ampleur des dangers du nucléaire (c'est lui[réf. nécessaire] qui a prévenu ses collègues polonais de la gravité de l'accident, ce qui a permis[réf. nécessaire] grâce à une distribution rapide de pastilles d'iode d'éviter en Pologne l'épidémie de cancer de la thyroïde que la Biélorussie a connu). Il a cherché à limiter les effets sanitaires de la catastrophe, et aussi à en limiter l'ampleur dès sa survenue ; il est intervenu comme liquidateur sur le site de la catastrophe pour larguer par hélicoptère - directement dans le réacteur en fusion - des containers d'azote liquide[réf. nécessaire] afin de le refroidir. Sur les quatre passagers de son hélicoptère, trois sont morts des suites de cette irradiation et contamination radioactives.

## Biographie
Vassili Nesterenko est né en 1934, en Ukraine dans le village Krasny Kout, de la province de Louhansk.
Il est diplômé en 1958 à l'Université technique d'État moscovite Bauman.
Il est décédé le 25 août 2008 après une opération à l'estomac.
Lors de la catastrophe de Tchernobyl, le corium généré par la fusion du cœur s'est enfoncé dans le sol de l'installation avant de s'étaler, par chance, après la vidange de l'eau se trouvant dans les infrastructures selon le physicien Jean-Louis Basdevant « Dans ce déchet ultime, figuraient 300 kg de plutonium et Vassili Nesterenko, physicien nucléaire, déclara : "Nous avons frisé à Tchernobyl une explosion nucléaire". Si elle avait eu lieu, l’Europe serait devenue inhabitable ».
Malgré les pressions des autorités du pays et du KGB (qui l'a menacé d'internement en asile psychiatrique), il a toujours cherché à ce que l'information sur la catastrophe puisse exister et circuler.
Les autorités biélorusses lui ont ensuite proposé de réintégrer un institut d'État « mais à condition de ne plus s'occuper de Tchernobyl.
De 1990 jusqu'à sa mort, il a été directeur de l'Institut indépendant biélorusse de protection radiologique « Belrad » qu'il a créé en 1989 avec l'aide de Andreï Sakharov, Alès Adamovitch et Anatoli Karpov pour aider la population à mieux gérer les effets à court et moyen terme de la radioactivité, et en particulier les effets des radionucléides ingérés avec la boisson et la nourriture. Cet institut indépendant a collecté de nombreuses données sur les taux de contamination et les surfaces touchées et a voulu faire savoir à la population et au monde ce qui se passait en Biélorussie, alors que les autorités locales, russes et internationales (AIEA, OMS) et certains experts minimisaient l'ampleur des impacts de l'explosion du réacteur.
Avec divers autres médecins ou scientifiques locaux, dont Youri Bandajevski, tout en subissant d'importantes pressions et une dévalorisation systématique de ses travaux, protocoles et conclusions, Nesterenko a contribué à mettre en évidence les effets de l'exposition chronique à une irradiation interne à faibles doses ; effets différents de ce que prédisaient les modèles établis à partir des conséquences des bombes d'Hiroshima et de Nagasaki (irradiation externe forte et brutale, avec effet flash)